# Antechinus swainsonii
Antechinus swainsonii é uma espécie de marsupial da família Dasyuridae.
- Nome Científico: Antechinus swainsonii (Waterhouse, 1840)

## Características
O Antechinus swainsonii é o maior Antechinus e pode ser encontrado em duas formas: uma forma escura e uma forma clara. Ele pode ser distinguido dos seus parentes por sua pele muito mais escura, que também é evidente na forma pálida. Tem um focinho longo, olhos pequenos e orelhas curtas. A parte superior é marrom escuro a preto, a cauda é escassa de pelo. Em altitudes mais elevadas, esta espécie é maior e mais escura do que na costa litorânea; Mede entre 9–18 cm de comprimento e a cauda de 7–12 cm, pesa entre 38-170 gramas; É terrestre e de hábitos noturnos;

## Hábitos alimentares
Sua dieta inclui invertebrados e pequenos lagartos;

## Habitat
Florestas densas, campos abertos e florestas de montanhas;

## Distribuição Geográfica
Sudeste de Queensland, Leste de Nova Gales do Sul; Leste e sudeste de Victoria, Tasmânia;

## Subespécies
- Subespécie: Antechinus swainsonii assimilis? (Higgins e Petterd, 1884)

Sinônimo do nome científico da subespécie: Antechinus moorei assimilis;
Nota: Considerado sinônimo de Antechinus swainsonii swainsonii;
Local: costa oeste da Tasmânia;
- Subespécie: Antechinus swainsonii insulanus (Davison, 1991)

Nota: O status taxonômico de Antechinus swainsonii insulanus precisa de investigação;
Local: População isolada de Victória;
- Subespécie: Antechinus swainsonii mimetes (Thomas, 1924)

Sinônimo do nome científico da subespécie: Phascogale swainsonii mimetes;
Local: Nova Gales do sul; Queensland, Victória;
- Subespécie: Antechinus swainsonii moorei? (Higgins e Petterd, 1884)

Sinônimo do nome científico da subespécie: Antechinus moorei;
Nota: Considerado sinônimo de Antechinus swainsonii swainsonii;
Local: Planícies da Tasmânia;
- Subespécie: Antechinus swainsonii niger? (Higgins e Petterd, 1884)

Sinônimo do nome científico da subespécie: Antechinus niger;
Nota: Considerado sinônimo de Antechinus swainsonii swainsonii;
Local: Tasmânia;
- Subespécie: Antechinus swainsonii swainsonii (Waterhouse, 1840)

Local: Tasmânia;